# Ейвинд Юнсон
Ейвинд Юнсон (на шведски: Eyvind Johnson) е шведски писател, член на Шведската академия. През 1974 г. е удостоен с Нобелова награда за литература, заедно със своя сънародник Хари Мартинсон.
Публикува първата си книга, сборника с разкази „Четиримата странници“, през 1924 година.